# František Sokol
František Sokol (ps. Šavlička, ur. 5 lutego 1939 w Tišnovie, zm. 11 października 2011 w Ostrawie) – czeski siatkarz, medalista igrzysk olimpijskich.

## Życiorys
Sokol zaczął uprawiać sport w 1953 w klubie ZTV Tatran Tišnov, gdzie uczestniczył w zajęciach z piłki ręcznej, koszykówki i siatkówki. W okresie podstawowej służby wojskowej w latach 1958–1960 grał w koszykówkę dla Dukli Košice i siatkówkę dla cywilnej drużyny Slavia Košice (II Liga).
W latach 1960–1963 był zawodnikiem klubu RH Brno, a następnie od 1964 do 1974 VŽKG Ostrava (także pod nazwą TJ Vítkovice), z którym zdobył mistrzostwo Czechosłowacji w 1968. W tym samym roku zadebiutował w reprezentacji Czechosłowacji i wystąpił na igrzyskach olimpijskich 1968 w Meksyku. Zagrał w ośmiu z dziewięciu rozgrywanych meczów. Jego zespół z siedmioma zwycięstwami i dwiema porażkami zajął trzecie miejsce w turnieju. W sezonie 1969/1970 był grającym trenerem belgijskiego zespołu IXEL Bruksela. Tę samą funkcję pełnił później po powrocie do ojczyzny w TJ Detva (1975-1976) i Hutní montáže Ostrawa (1977-1979). W latach 1980–2004 pracował z uczniami z TJ Vítkovice (później pod nazwą Danzas i DHL Ostrava), był kierownikiem obozów letnich z naciskiem na siatkówkę.
Z zawodu był tokarzem. Zmarł w Ostrawie 11 października 2011 w wieku 72 lat.